# Isla Sabrina (Antártida)

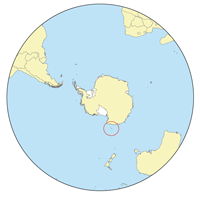
Situación de las islas Balleny.

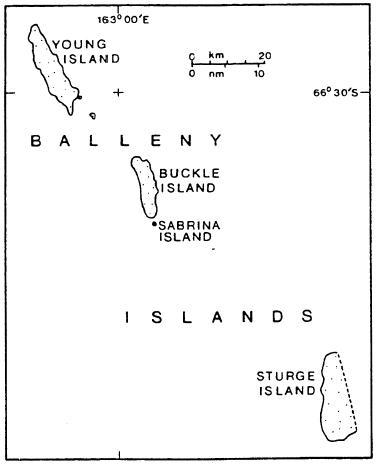
La isla Sabrina al sur de la isla Buckle.

La isla Sabrina es la más grande de los tres pequeños islotes que están a 1 milla al sur de la isla Buckle en las islas Balleny. La isla Sabrina está localizada en las coordenadas 66°57′S 163°17′E / -66.95, 163.28. Fue llamada así por el cortador de la goleta Balleny, Eliza Scott, cuando las islas Balleny fueron descubiertas en 1839.

## Características
La isla cuenta con excelente valor ambiental y científico por ser una muestra representativa de las islas Balleny, el único archipiélago oceánico ubicado dentro de la principal corriente costera antártica. Es un lugar de reproducción para el pingüino barbijo y para el pingüino adelaida, así como para el petrel damero. El sitio está protegido desde 1966 por el Sistema del Tratado Antártico. Fue la Zona Especialmente Protegida N.º 4 hasta 2002, y desde entonces es la Zona Antártica Especialmente Protegida N.º 104 bajo el control de Nueva Zelanda.

## Reclamación territorial
La isla es reclamada por Nueva Zelanda como parte de la Dependencia Ross, pero esta reclamación está sujeta a las disposiciones del Tratado Antártico. 